# Lp-rum
Ett {\displaystyle L^{p}}-rum är ett funktionsrum inom matematik. {\displaystyle L^{p}}-rummet består av funktioner som är  p-integrerbara. Man behöver {\displaystyle L^{p}}-rummet till exempel inom måtteori och funktionalanalys.

## Formell definition
{\displaystyle L^{p}}-rummet är en måtteoretisk konstruktion och man kan bara definiera det för måttrum.
Låt {\displaystyle 1\leq p<\infty } och {\displaystyle (X,{\mathcal {F}},\mu )} vara ett måttrum så att måttet µ är ett fullständigt mått. Man behöver fullständighet här eftersom man vill integrera alla delmängder för en nollmängd.
För mätbara funktioner {\displaystyle f:X\rightarrow {\overline {\mathbb {R} }}} definierar man {\displaystyle L^{p}}-normen
{\displaystyle \|f\|_{p}:=\left(\int _{X}|f|^{p}\,d\mu \right)^{1/p}},
dvs {\displaystyle L^{p}}-normen är en p-rot av måttintegralen för funktionen {\displaystyle |f|^{p}}. För {\displaystyle p=\infty } definieras  {\displaystyle L^{\infty }}-normen:
{\displaystyle \|f\|_{\infty }:={\mbox{ess sup}}\,|f|},
där ess sup är väsentligt supremum.
{\displaystyle L^{p}}-normen, med {\displaystyle 1\leq p\leq \infty }, är inte en norm för alla mätbara funktioner. Men man kan definiera ett rum där det är en norm. {\displaystyle {\mathcal {L}}^{p}}-rummet, för ett fixt p, är mängden:
{\displaystyle {\mathcal {L}}^{p}={\mathcal {L}}^{p}(X,{\mathcal {F}},\mu ):=\{f:\|f\|_{p}<\infty \}}.
{\displaystyle {\mathcal {L}}^{p}}-rummet är ett vektorrum.  Eftersom man har definierat {\displaystyle L^{p}}-rummet utifrån en måttstruktur så är {\displaystyle {\mathcal {L}}^{p}}-normen bara en seminorm, dvs
{\displaystyle \|f+g\|_{p}\leq \|f\|_{p}+\|g\|_{p}}
och
{\displaystyle \|af\|_{p}=|a|\|f\|_{p}}
för {\displaystyle f,g\in {\mathcal {L}}^{p}\,} och {\displaystyle a\in \mathbb {R} } men det finns måttrum och funktioner där 
{\displaystyle \|f\|_{p}=0} men {\displaystyle f\neq 0}
gäller, exempelvis om man tar den vanliga måttstrukturen på de reella talen, med Borelalgebran som sigma-algebra och Lebesguemåttet som mått, då {\displaystyle f=\chi _{\mathbb {N} }\,} är ett exempel på en funktion som är nollskild men har en norm som är noll. Detta visar att {\displaystyle L^{p}}-normen inte är en norm på detta rum.
För att få en riktig norm definierar man en ekvivalensrelation i {\displaystyle {\mathcal {L}}^{p}} genom att
{\displaystyle f\sim g\,} om och endast om {\displaystyle \|f-g\|_{p}=0}
och definiera {\displaystyle L^{p}}-normen för ekvivalensklasser 
{\displaystyle \|f^{\sim }\|_{p}:=\|f\|_{p}}
där {\displaystyle f^{\sim }} är ekvivalensklassen med representant f:
{\displaystyle f^{\sim }:=\{g\in {\mathcal {L}}^{p}:f\sim g\}.}
Kvotrummet {\displaystyle L^{p}={\mathcal {L}}^{p}/\sim } med {\displaystyle L^{p}}-normen kallas för {\displaystyle L^{p}}-rummet. I rummet {\displaystyle L^{p}} identifieras funktioner f och g vars skillnad f - g har en norm som är noll. Exempelvis,  från exemplet ovan, identifieras {\displaystyle f=\chi _{\mathbb {N} }\,} med funktionen g = 0.

## ℓp{\displaystyle \ell ^{p}}-rum
Som ett specialfall av {\displaystyle L^{p}}-rum kan man få de så kallade {\displaystyle \ell ^{p}}-rummen. Om X är uppräknelig och måttet µ är räknemåttet betecknas
{\displaystyle \ell ^{p}:=L^{p}\,},
så att för {\displaystyle 1\leq p<\infty \,}
{\displaystyle \ell ^{p}=\left\{(x_{i})_{i=1}^{\infty }:\sum _{i=1}^{\infty }|x_{i}|^{p}<\infty \right\},}
dvs, {\displaystyle \ell _{p}} kan ses som alla följder i X så att summan av termerna upphöjt till p konvergerar.
Man får också:
{\displaystyle \ell ^{\infty }=\left\{(x_{i})_{i=1}^{\infty }:\sup _{i\in \mathbb {N} }|x_{i}|<\infty \right\}.}
dvs, {\displaystyle \ell ^{\infty }}-rummet är rummet av alla begränsade följder.

## Egenskaper
Nedan finns några egenskaper för {\displaystyle L^{p}}-rummen och normerna.

### Olikheter
Hölders olikhet: om {\displaystyle p>1\,} och {\displaystyle q>1\,} med
{\displaystyle {\frac {1}{p}}+{\frac {1}{q}}=1\,},
och {\displaystyle f\in L^{p}} och {\displaystyle g\in L^{q}} så är
{\displaystyle \|fg\|_{1}\leq \|f\|_{p}\|g\|_{q}}.
Om {\displaystyle p=1\,} och {\displaystyle q=\infty } så är
{\displaystyle \|fg\|_{1}\leq \|f\|_{1}{\|g\|}_{\infty }}.
Talen p och q kallas för Hölderkonjugat.
Minkowskis olikhet: Man kallar ofta triangelolikheten
{\displaystyle \|f+g\|_{p}\leq \|f\|_{p}+\|g\|_{p}}
när {\displaystyle f,g\in L^{p}\,} för Minkowskis olikhet.

### Dualrummet
Om p och q är Hölderkonjugat så är {\displaystyle L^{p}\,}:s dualrummet {\displaystyle (L^{p})^{*}\,} isomorf till {\displaystyle L^{q}\,}, dvs
{\displaystyle (L^{p})^{*}\cong L^{q}\,}.
Därför säger man ofta att {\displaystyle L^{p}}:s dualrum är {\displaystyle L^{q}}.
Notera att det finns måttrum där {\displaystyle (L^{\infty })^{*}\,} inte är isomorf med {\displaystyle L^{1}\,}.